# Ricevitore del Comun Tesoro del Sovrano Militare Ordine di Malta
Il Ricevitore del Comun Tesoro del Sovrano Militare Ordine di Malta è una delle quattro alte cariche del Sovrano Militare Ordine di Malta. I compiti del Ricevitore del Comun Tesoro sono stabiliti dagli articoli 156 e 157 della Carta Costituzionale dell'Ordine.
Il Ricevitore del Comun Tesoro - allo stesso tempo Ministro delle Finanze e del Bilancio - dirige l'amministrazione delle finanze e dei beni dell'Ordine, d'intesa con il Gran Cancelliere, sotto l'autorità del Gran Maestro e la vigilanza della Camera dei Conti. Cura la redazione dei bilanci annuali, preventivi e consuntivi, relativi allo stato economico-finanziario, sottoponendoli al giudizio della Camera dei Conti ed all'approvazione del Gran Maestro, previo parere del Sovrano Consiglio.
Dopo aver consultato il Sovrano Consiglio, sottopone al Gran Maestro l'accettazione di eredità, lasciti e donazioni, la vendita di proprietà religiose e il reinvestimento del ricavato. Dirige e supervisiona il servizio postale del gran magistero e, attraverso un segretariato generale, l'amministrazione interna delle case del Gran Magistero, in particolare l'ufficio del personale, l'ufficio tecnico e la sorveglianza della sicurezza del Gran Magistero e di altri edifici. Sulla base del mandato del Gran Maestro, egli è anche responsabile dell'amministrazione delle organizzazioni e delle opere religiose. Le disposizioni che incidono sulle proprietà del Gran Magistero o dei Priorati richiedono la sua controfirma.

## Cronotassi
- Carlo Marullo di Condojanni (1989 - 1997)
- Gian Luca Chiavari (1999 - 2014)
- János Graf Esterházy de Galántha (31 maggio 2014 - 3 settembre 2022)
- Fabrizio Colonna di Paliano (3 settembre 2022 - 25 giugno 2025)
- Francis Vassallo dal 25 giugno 2025